# Paul Brannen
Paul Brannen (* 13. September 1962 in Peterborough) ist ein britischer Politiker der Labour Party.

## Leben
Brannen wuchs in North Shields auf und studierte an der University of Leeds. Seit 2014 ist Brannen Abgeordneter im Europäischen Parlament. Dort ist er Mitglied im Ausschuss für Landwirtschaft und ländliche Entwicklung und Mitglied der Delegation für die Beziehungen zu den Vereinigten Staaten. 